# Yorktown (Indiana)
Pour les articles homonymes, voir Yorktown.
Yorktown est une municipalité américaine située dans le comté de Delaware en Indiana. Lors du recensement de 2010, sa population est de 9 405 habitants.

## Géographie
Selon le Bureau du recensement des États-Unis, la municipalité s'étend en 2010 sur une superficie de 8,86 milles carrés (22,95 km2) dont 0,08 mille carré (0,21 km2) d'étendues d'eau. Après la fusion de Yorktown et son township en 2013, la municipalité s'étend sur 33,7 milles carrés (87,28 km2) dont 154 acres (0,62 km2) d'étendues d'eau.

## Histoire
Le site est d'abord habité par les Delawares. Oliver H. Smith fonde la ville en 1837 à la confluence de la Buck Creek et de la White River.
En 2013, les gouvernements de Yorktown et du township de Mount Pleasant sont consolidés dans la nouvelle municipalité de Yorktown (en anglais : Town of Yorktown),.

## Démographie
La population de Yorktown est estimée à 11 199 habitants au 1er juillet 2016.
| Groupe                           | Yorktown (2016) | Indiana (2017) | États-Unis (2017) |
| -------------------------------- | --------------- | -------------- | ----------------- |
| Blancs                           | 94,5            | 85,4           | 76,6              |
| Métis                            | 2,5             | 2,1            | 2,7               |
| Afro-Américains                  | 1,9             | 9,7            | 13,4              |
| Asiatiques                       | 0,7             | 2,4            | 5,8               |
|                                  |                 |                |                   |
| Hispaniques et Latino-Américains | 0,2             | 7,0            | 18,1              |

Le revenu par habitant était en moyenne de 28 417 dollars par an entre 2012 et 2016, supérieur à la moyenne de l'Indiana (26 117 dollars) mais inférieur à la moyenne nationale (29 829 dollars). Sur cette même période, 7,8 % des habitants de Yorktown vivaient sous le seuil de pauvreté (contre 14,1 % dans l'État et 12,7 % à l'échelle des États-Unis).